# 刁家坝水库
刁家坝水库是中国辽宁省丹东市东港市境内的一座水库，位于双岔河上，建于1943年。水库正常库容为2280万立方米，集雨面积为49平方千米，海拔为7.5米。